# ベンジャミン・グリアソン
ベンジャミン・ヘンリー・グリアソン（Benjamin Henry Grierson、1826年7月8日-1911年8月31日）は、アメリカ合衆国ペンシルベニア州出身の音楽教師であり、アメリカ陸軍の職業軍人である。南北戦争の時は北軍志願兵の騎兵将軍であり、後に西部開拓時代の部隊を率いた。1863年に南軍の領内深く大胆な遠征を行い、ミシシッピ州ヴィックスバーグと東部戦線にいる南軍指揮官達との間の通信線を分断したことで注目された。

## 初期の経歴
グリアソンはペンシルベニア州ピッツバーグの一部アレゲニーのボロで生まれた。5人兄弟の末っ子だった。8歳の時に馬に蹴られて死にそうになったときに馬を恐れるようになった。1851年、イリノイ州ジャクソンビルで音楽の教師になり、バンド・リーダーとなった。
1854年9月24日、オハイオ州ヤングスタウンのアリス・カークと結婚した。夫妻には7人の子供が生まれ、そのうち4人が成人になった。

## 南北戦争
南北戦争の勃発と共に、グリアソンはベンジャミン・M・プレンティス少将の副官を志願して北軍に入隊した。1861年10月24日に少佐に昇進し、第6イリノイ志願騎兵連隊に加わり、1862年4月12日にはその連隊の大佐に昇進した。グリアソンの連隊はその春と夏に多くの小戦闘を戦い、テネシー州とミシシッピ州の鉄道や施設に襲撃を掛けた。11月、テネシー軍騎兵師団の旅団長となった。12月、ユリシーズ・グラント将軍の補給線に対してホーリースプリングスの襲撃を行った南軍アール・ヴァン・ドーン将軍の追跡に参加した。
1863年春、グラントのビックスバーグ方面作戦の一部として命令された南軍領内深く主要陽動行動を行うグリアソンの襲撃を指揮した。グリアソンは第6および第7イリノイ志願騎兵連隊と第2アイオワ騎兵連隊、総勢1,700名を指揮し、4月17日にテネシー州ラグランジェを出発した。17日以上の間に800マイル (1,280 km) を動き回り、繰り返し南軍と交戦し、2つの鉄道を使用不能にし、多くの捕虜や馬を捕獲し、大量の資産を破壊して、最終的に5月2日にルイジアナ州バトンルージュに到着した。さらに重要なことは、グラント将軍の主力からヴィックスバーグの南軍防衛軍の注意を逸らさせたことだった。グリアソンは6月に志願兵の准将に昇進した。ルイジアナ州でその襲撃を終えたとき、第19軍団騎兵隊の指揮官としてポートハドソンの包囲戦を行っていたナサニエル・バンクス将軍の部隊に加わることができた。
1863年6月、グリアソンはウィリアム・シャーマン将軍のメリディアン方面作戦のときにテネシー軍騎兵診断の指揮官に復帰した。ブライス交差点の戦いでサミュエル・スタージス将軍が南軍ネイサン・ベッドフォード・フォレスト将軍の部隊と遭遇して惨敗を喫したときにもその師団長だった。この戦闘の直ぐ後にグリアソンは西テネシー地区軍の騎兵隊長に転進となった。アンドリュー・J・スミス将軍の第16軍団に付けられ、トゥーペロの戦いではフォレストに対してかなり良く戦うことができた。
1864年、グリアソンはミシシッピ軍の騎兵軍団長に昇格した。翌年、アラバマ州モービルへの作戦行動に参加した。1867年3月2日、グリアソンはその有名な襲撃の時の功績でアメリカ陸軍少将の位に名誉昇進を果たした。

## 西部での戦後の任務
グリアソンは戦後も正規軍に残留することに決め、大佐の位になった。ウェストポイントの陸軍士官学校の出身ではなかったために仲間の多くの士官を信用しないようになった。バッファロー・ソルジャーズと呼ばれる黒人下士官兵と白人士官で構成される2つの騎兵連隊の1つ、第10アメリカ騎兵隊を編成した。この任務は、グリアソンがその部隊を支持し信頼したために、その上官であるフィリップ・シェリダン将軍を含め仲間の士官達に不人気となる原因にもなった。グリアソンが先住民族に同情し、礼儀を尽くしたこともその判断に関する疑問を呼ぶことになった。

### 戦後の軍歴
- 1867年-69年: ライリー砦、後にギブソン砦指揮官
- 1868年-69年: インディアン準州地区軍指揮官
- 1869年-72年: オクラホマ州シル砦の場所を選定、基地建設を監督、指揮官を務める。カイオワ・コマンチェ居留地における平和政策を支持しそれに対するテキサス州辺境住民を怒った。テキサス州ソルトクリーク・プレーリー近くでの荷馬車隊襲撃の責任に関してカイオワ族大酋長ローンウルフと紛争となったときに、訪問していたウィリアム・テカムセ将軍の命を救った。
- 1873年-74年: セントルイスで騎兵徴募業務を監督
- 1875年-78年: テキサス州コンチョ砦指揮官
- 1878年-80年: ペコス地区軍指揮官。1880年、ビクトリオを破ることに貢献し、西テキサスでのインディアンの脅威を終わらせた。
- 1882年-82年: テキサス州デイビス砦に本部を移転
- 1883年-85年: 9月と10月にテキサス方面軍を指揮
- 1885年-86年: アリゾナに転属、ホイップル宿舎、後にグラント砦を指揮
- 1886年-88年: ニューメキシコ地区軍を指揮。ジカリラおよびナバホ居留地での問題を同情的にまた効果的に処理
- 1888年-90年: アリゾナ方面軍を指揮
- 1890年4月5日: 准将に昇進
- 1890年7月8日: 退役

グリアソンの妻アリスは1888年8月14日に死んだ。グリアソンは1897年7月28日に未亡人リリアン・アトウッド・キングと再婚した。その生涯の間イリノイ州ジャクソンビルとコンチョ砦に家を持ち、ミシガン州オミーナに夏の家を持っていた。1907年、衰弱性卒中を患い、1911年8月31日、ミシガン州リーラノー郡オミーナで死んだ。イリノイ州モーガン郡の町ジャクソンビルのジャクソンビル東墓地に埋葬されている。

## 大衆文化の中で
グリアソン大佐は、ターナー・ネットワーク・テレビのドキュメンタリー『バッファロー・ソルジャーズ』で主要登場人物である。
1959年の映画『騎兵隊』でジョン・ウェインが演じたマーロー大佐の役は幾らかグリアソンに基づいている。